# Myllita deshayesii
Myllita deshayesii is een tweekleppigensoort uit de familie van de Lasaeidae. De wetenschappelijke naam van de soort werd in 1850 voor het eerst geldig gepubliceerd door Alcide d'Orbigny & Récluz.